# Joseph d'Ursel
Pour les autres membres de la famille, voir Maison d'Ursel.
Charles Joseph Marie, 6e duc d'Ursel, né à Bruxelles le 3 juillet 1848 et décédé à Strombeek-Bever le 15 novembre 1903), fut un homme d'État belge.

## Biographie
Joseph d'Ursel était le deuxième fils de Léon, cinquième duc d'Ursel (1805-1878), et de sa seconde femme Henriette d'Harcourt, il devient, à la suite de la mort de son frère aîné et celle de son père, le sixième duc d'Ursel. Il  avait épousé en 1872 Antonine de Mun, sœur du comte Albert de Mun.
Il fut conseiller provincial d'Anvers (1878-1885), puis gouverneur de la province de Hainaut (1885-1889) et bourgmestre de Hingene (1878-1903). Il était gouverneur de Hainaut lors des grèves de 1886. Impressionné par ces événements, il  s'intéressa comme son beau-frère Albert de Mun, aux questions sociales. À ce sujet, il rédigea en 1895 une brochure, Politique sociale, où il s'inspirait, notamment, des idées de Frédéric Le Play. Il défendait entre autres l'amélioration des conditions sociales des ouvriers par le biais du contrat de travail.
Lorsqu'il eut atteint l'âge requis, il entra au Sénat en 1889 pour l’arrondissement de Malines, en remplacement d'Arthur de Beughem de Houtem, décédé. Membre de la commission des Affaires Étrangères du Sénat, puis membre de la commission de l'Industrie et du Travail, il fut élu Président du Sénat en 1899, place qu'il occupa jusqu'à sa mort prématurée en 1903.

## Hommages et représentations
Un portrait de Joseph d'Ursel peint  par Émile Wauters fut livré et placé dans la grande salle de lecture du Sénat au Palais de la Nation le 31 décembre 1904.